# Brassica oleracea var. sabellica
Brassica oleracea var. sabellica L., 
col crespa, col rizada, kale o kale portuguesa es una variedad de col, del grupo de cultivares de la berza (B. oleracea var. acephala). Esta planta alcanza entre los 30 y 40 cm de altura y tiene hojas verdes características muy rizadas.

## Cultivo

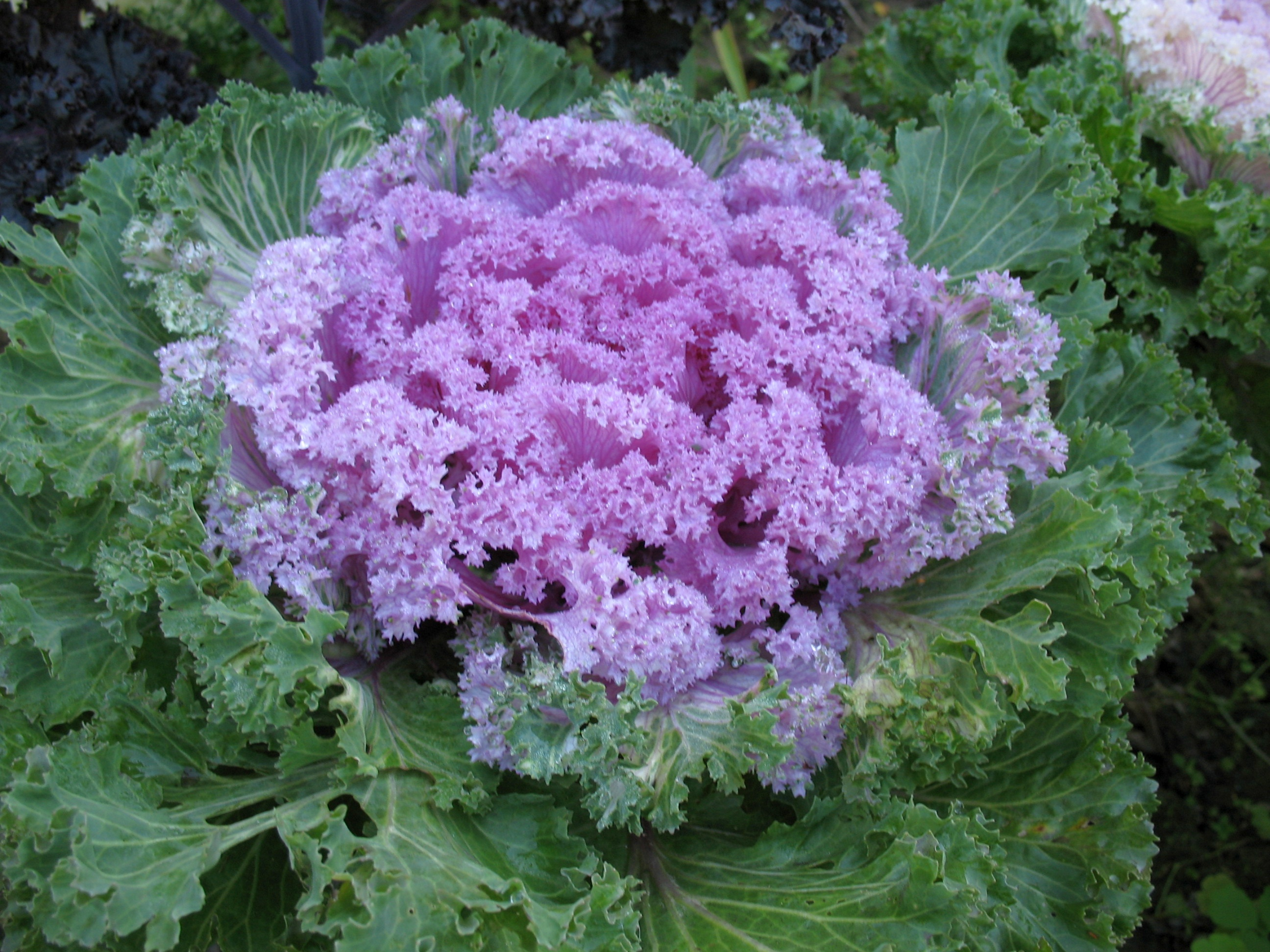
Col ornamental.

La col rizada es una col de color verde con hojas rizadas propia del norte de Alemania.
Se cultiva mayoritariamente en el norte de Europa y en la costa noroeste de Norteamérica. Su cultivo es sencillo y requiere un clima frío, la densidad de cultivo alcanza a 5-7 plantas por metro cuadrado y tiene una textura apropiada para el consumo si se corta a las 14 o 20 semanas de su cultivo (96-140 días). Se suele recolectar cuando hace bastante frío, que suele ser en los meses de diciembre o enero (su consumo está relacionado en estos países con la Navidad). En la comarca de Oldenburg (Alemania), por ejemplo, es costumbre recolectarla los días en los que ha caído una helada o ha nevado.
Es también la col ornamental, la col crespa verde, la col crespa azul o violeta.

## Composición
La col crespa es rica en vitamina C (100 mg/100 g), A, calcio y β-caroteno, además de tener un alto contenido de fibra, algo muy común en las Brassicaceae.

## Usos

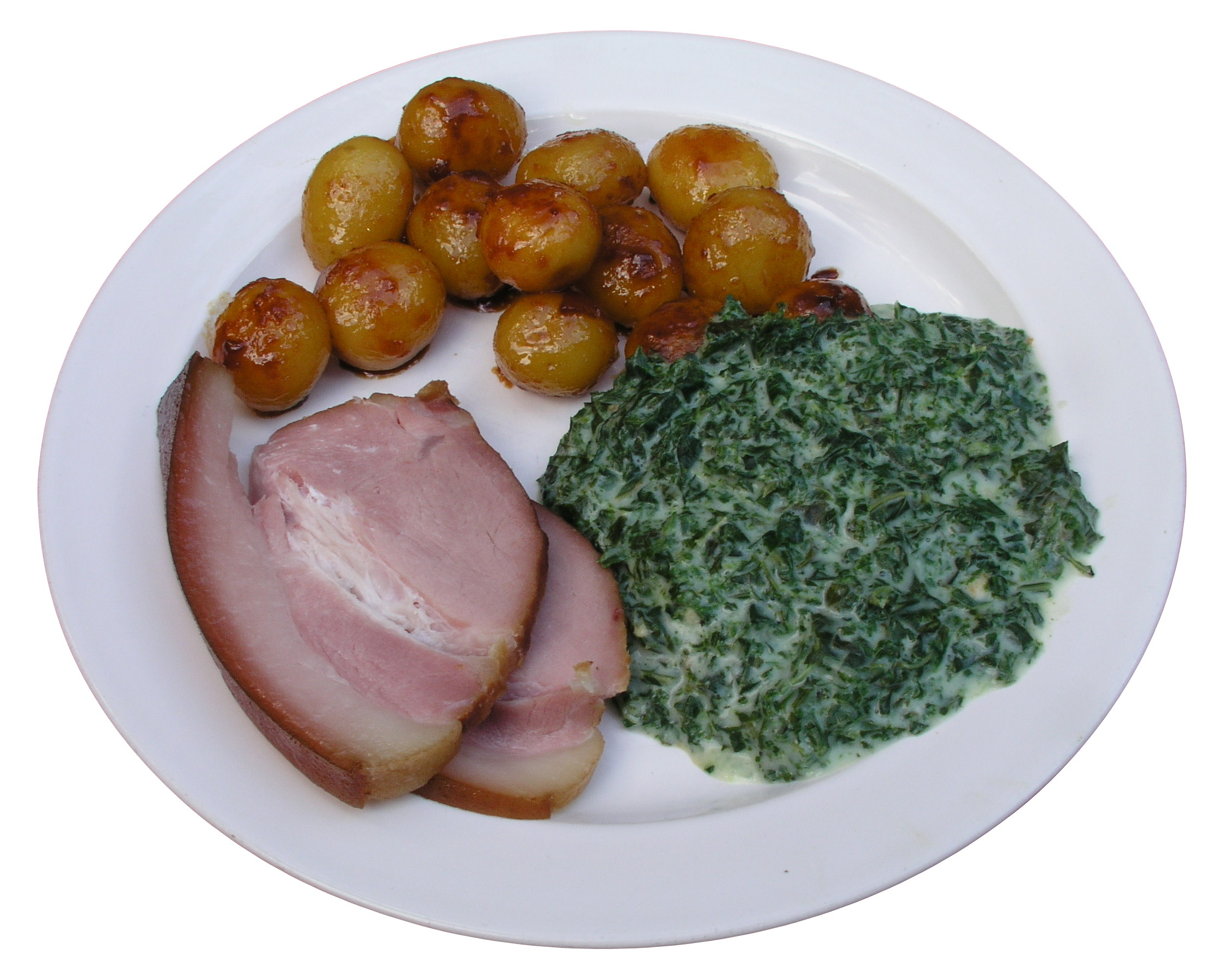
Tradicional plato danés de año nuevo; incluye col crespa guisada.

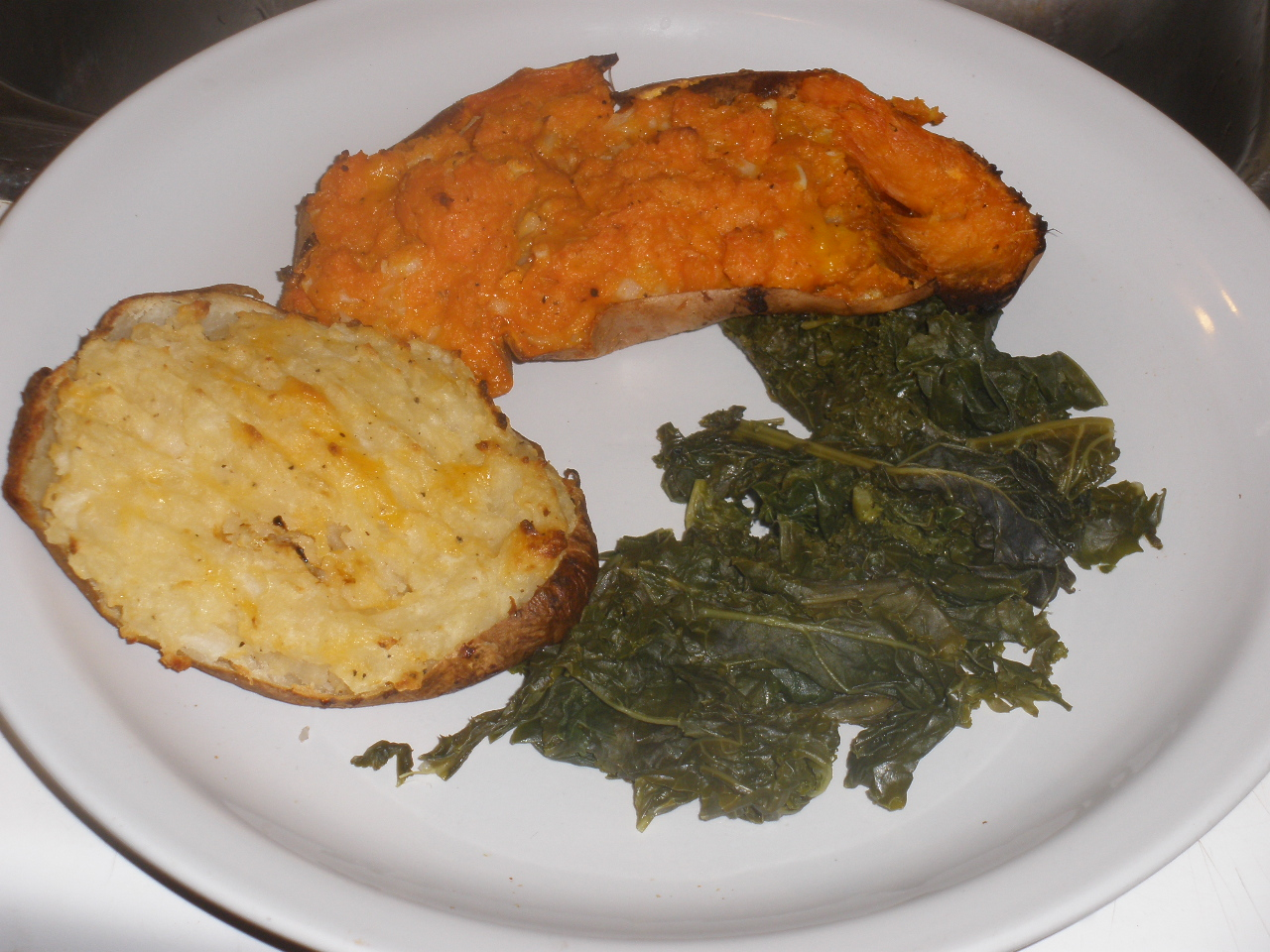
Col crespa al vapor con jacket potato y camote.

El uso es principalmente gastronómico.
En la cocina alemana, por ejemplo, es muy popular en ciudades de la comarca de Oldenburg y se denomina Grünkohlessen. Con la llegada de las primeras heladas sobre los campos (diciembre), comienza la época de la col crespa. Es costumbre en esta zona jugar en la calle o en campo completamente nevado a juegos tradicionales (Boßeln que es un juego con boliches (bolos) y el Klootschießen es el lanzamiento de una escoba) y beber aguardiente de trigo hasta que el apetito obliga a ir a una cantina a comer "col rizada con Pinkel", la Pinkelwurst es una salchicha ahumada. Suele ser habitual elegir un Rey de la col rizada entre los comensales que mayor cantidad han ingerido. Es habitual encontrarla por estas fechas en los mercados siempre rodeada de hielo picado o nieve.
En los Países Bajos se come en un plato considerado plato nacional de invierno denominado stamppot boerenkool que es una mezcla de col rizada y patatas servida con una salchicha denominada Gelderse rookworst igualmente ahumada.
En Portugal las hojas verdes se cuecen para preparar la tradicional sopa conocida como caldo verde, aunque también se ingieren marinadas o crudas en ensalada.
En España, en la zona de los Pirineos de Puigcerdà, se celebra cada año la "Festa del Trinxat" en la que se sirve un plato de col rizada con patatas y panceta frita como estrella principal.
Se dice en el norte de Europa que las heladas nocturnas transforman y mejoran el sabor de la col rizada por transformar el almidón de las hojas en azúcares; de esta forma se obtiene un gusto más agradable. Pero no es la helada la responsable última de dividir las cadenas largas de almidón en sus componentes del azúcar, esta operación la realizan las enzimas existentes en la planta. Los mecanismos que hacen a la col rizada más dulce con el tiempo frío procede de que los mecanismos metabólicos de la planta se ralentizan, en parte debido a que la col necesita menos de su combustible natural: el azúcar. Las enzimas (Fosfofructoquinasa) se frenan fuertemente con las bajas temperaturas mientras que, al mismo tiempo, la fotosíntesis sigue produciendo los azúcares. De esta forma la planta se hace más dulce. Este enriquecimiento de glucosa solo está activo mientras la col está plantada; obviamente, si se ha cosechado la fotosíntesis se detiene.

## Salud
Comer el Kale o Brassica oleracea var. sabellica L. crudo en grandes cantidades tiene efectos perjudiciales para las personas que padecen de enfermedades en la glándula tiroides, porque contiene goitrina, un tiocarbamato cíclico, derivado azufrado de la oxazolidina, que reduce la producción de hormonas tiroideas como la tiroxina. Se encuentra en vegetales crucíferos como col, coles de Bruselas y aceite de colza.
Sin embargo, no parecen alterar la función tiroidea en humanos en cantidades realistas en la dieta.